# 毛伊龍屬
毛伊龍屬（屬名：Mauisaurus）是種蛇頸龍目，生存於白堊紀晚期的紐西蘭，約7700萬年前。毛伊龍是種大型蛇頸龍類，也許是該時代紐西蘭水域的最大型海生爬行動物。目前僅發現少量的化石，只有少數的保存良好或大部分完整的化石。紐西蘭的另一個蛇頸龍類是Tuarangisaurus keyesi，但與毛伊龍並沒有直接的關係。

## 敘述

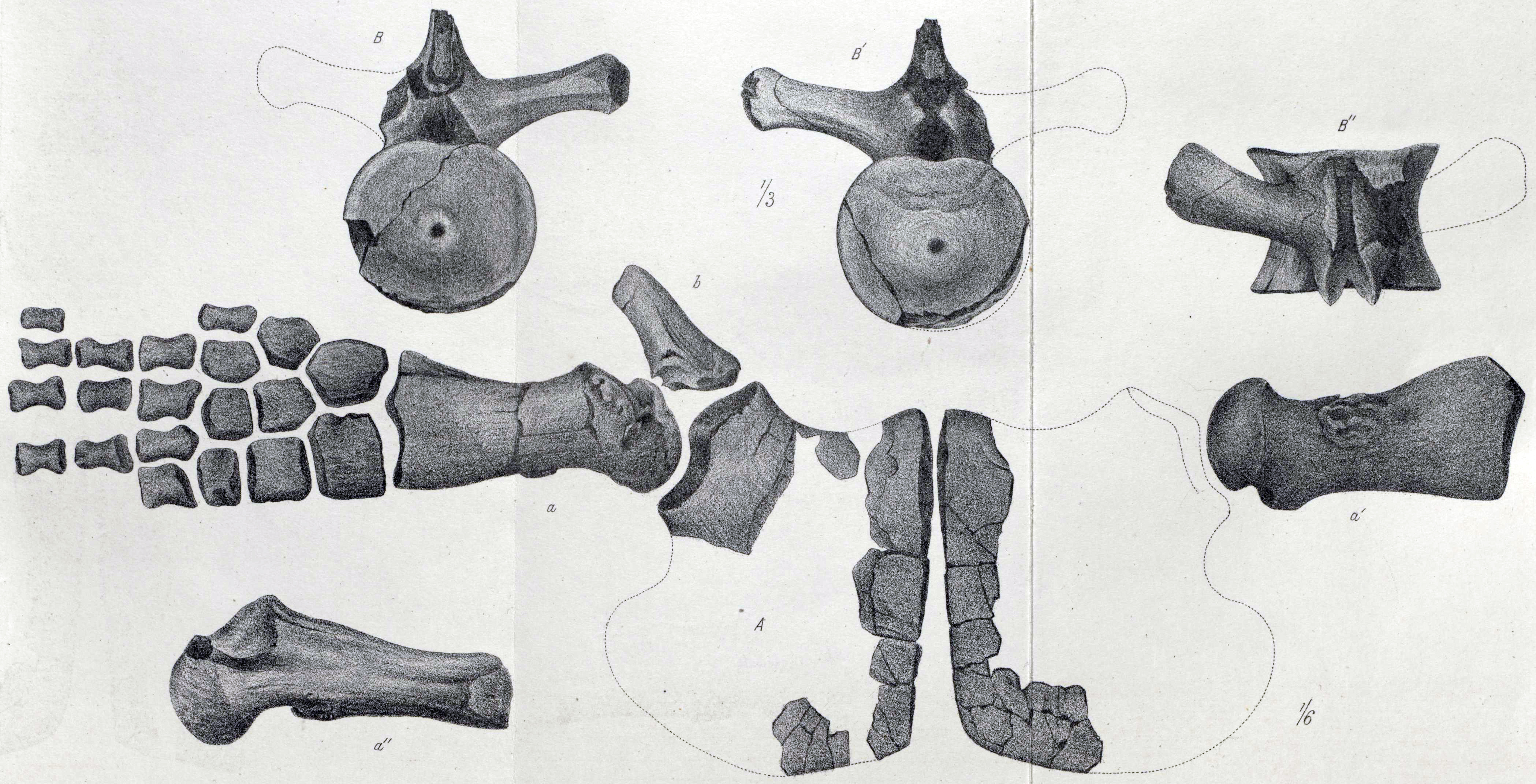
毛伊龍的正模標本

毛伊龍的身長為8公尺，是紐西蘭水域的最大型蛇頸龍類。頸部相當長，是蛇頸龍類中頸部比例最大的之一。如同其他蛇頸龍類，毛伊龍擁有修長的身體，以及眾多的脊椎骨，允許牠們做出靈活的動作。毛伊龍擁有兩副大型鰭狀肢，可使牠們以高速度游泳，也可讓牠們短暫地爬到岸上。毛伊龍是種肉食性動物，牠們嘴中的銳利、鋸齒狀牙齒可緊咬魚類或魷魚。

## 發現歷史
毛伊龍的化石被發現於紐西蘭的南島坎特伯雷附近。這個地區發現了大約7個毛伊龍標本，大部分位於Waiarapa河附近。其中一個毛伊龍化石被發現正與另一隻滄龍類打鬥中。Mauisaurus gardneri是在1877年所敘述，稍後獨立於毛伊龍，現在被認為是個疑名。
毛伊龍的名稱來自於毛利人神話中的神祇「毛伊」。「毛伊」使用魚鉤將紐西蘭從海床上拉起。種名是紀念發現者Julius Haast，他在1870年發現了第一個毛伊龍化石，並在1874年被敘述。

## 大眾文化
毛伊龍是紐西蘭當地的少數史前生物之一，因此常出現在該國的出版品上，例如一個1993年的郵票。